# ۱۹۶۶

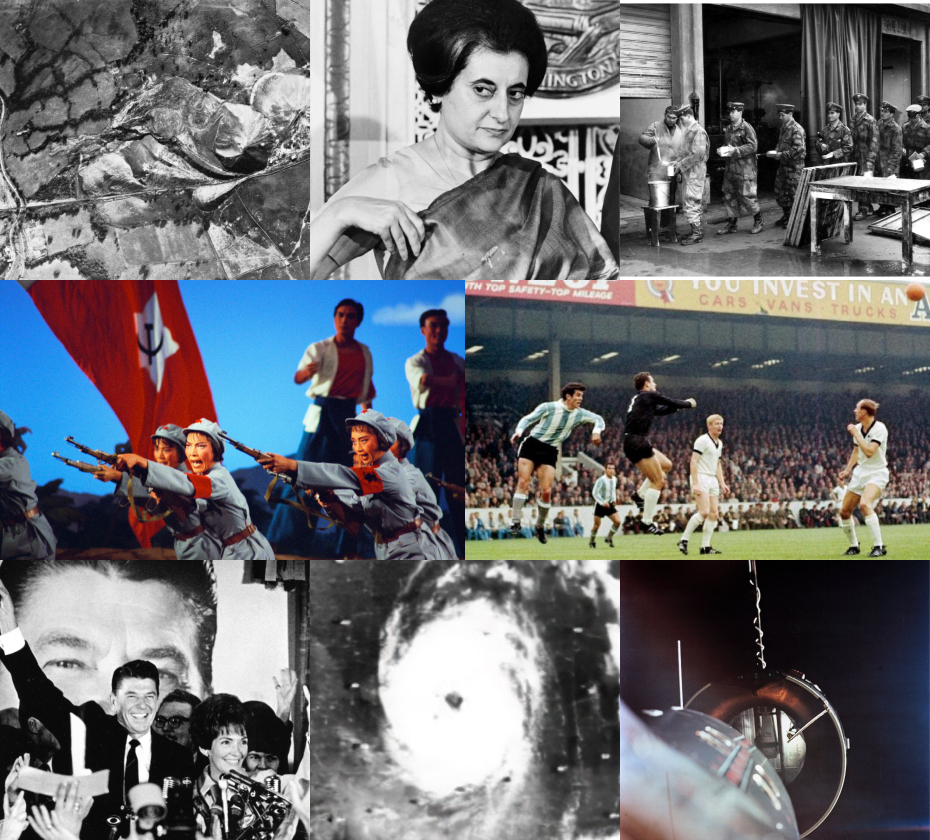

سال ۱۹۶۶ (هزار و نهصد و شصت و شش) میلادی، ششمین سال از دهه ۱۹۶۰ در سده ۲۰ میلادی بود.

## رویدادها
- ۳۰ آوریل - بنیان‌گذاری کلیسای شیطان توسط انتان لاوی

## زادروزها
- ۵ ژانویه – آدولفو آلدانا، بازیکن فوتبال اهل اسپانیا
- ۱۶ مه - جنت جکسون خواننده آمریکایی.
- ۷ اوت - جیمی ولز بنیان‌گذار ویکی‌پدیا
- ۱۲ سپتامبر - انوشه انصاری، کاوشگر و رئیس انجمن گردانندگان شرکت فناوری ارتباط از راه دور
- ۹ اکتبر - دیوید کامرون: نخست‌وزیر انگلستان.
- ۲۰ اکتبر - ابو مصعب زرقاوی: رهبر شبکه تروریستی القاعده عراق.
- ۲۰ ژانویه – رین ویلسون، بازیگر آمریکایی
- ۲۹ ژانویه – روماریو، بازیکن فوتبال برزیلی
- ۱ فوریه – میچل ایکرز، بازیکن فوتبال آمریکایی
- ۴ فوریه – کیوکو کویزومی، بازیگر و خواننده ژاپنی
- ۸ فوریه – هریستو استویچکوف، بازیکن فوتبال بلغارستانی
- ۲۰ فوریه – سیندی کرافورد، بازیگر و مدل آمریکایی
- ۲۴ فوریه – بیلی زین، بازیگر آمریکایی
- ۲۶ فوریه – نجوی کرم، خواننده لبنانی
- ۱ مارس – زاک اسنایدر، فیلمنامه‌نویس، تهیه‌کننده، و کارگردان آمریکایی
- ۱۹ مارس – نایجل کلو، بازیکن فوتبال بریتانیایی
- ۲۶ مارس – مایکل امپریولی، بازیگر آمریکایی
- ۲ آوریل – تدی شرینگهام، بازیکن فوتبال و ورزشکار انگلیسی
- ۱۱ آوریل – لیزا استنسفیلد، خواننده-ترانه‌سرا، موسیقی‌دان، و خواننده بریتانیایی
- ۱۳ آوریل – علی بومنیجل، بازیکن فوتبال و دروازه‌بان تونسی
- ۱۵ آوریل – سمنتا فاکس، بازیگر، خواننده، و مدل بریتانیایی
- ۲۰ آوریل – دیوید چالمرز، فیلسوف استرالیایی
- ۱۷ مه – هیل هارپر، بازیگر آمریکایی
- ۴ ژوئن – چچیلیا بارتولی، خواننده و خواننده اپرا ایتالیایی
- ۱۳ ژوئن – گریگوری پرلمان، ریاضی‌دان روسی
- ۱۹ ژوئن – ساموئل وست، بازیگر بریتانیایی
- ۱۰ ژوئیه – جینا بلمن، بازیگر بریتانیایی
- ۱۴ ژوئیه – متیو فاکس، بازیگر آمریکایی
- ۱۵ ژوئیه – ایرن ژاکوب، بازیگر فرانسوی
- ۲۰ ژوئیه – انریکه پنیا نیتو، سیاست‌مدار مکزیکی
- ۳۱ ژوئیه – رادین کاین، بازیگر آمریکایی
- ۴ اوت – رولف فورر، دوچرخه‌سوار اهل سوئیس
- ۱۲ اوت – لس فردیناند، بازیکن فوتبال بریتانیایی
- ۲۰ اوت – انریکو لتا، سیاست‌مدار ایتالیایی
- ۲۳ اوت – ریک اسمیتس، بازیکن بسکتبال هلندی
- ۱ سپتامبر – تیم هارداوی، بازیکن بسکتبال و ورزشکار آمریکایی
- ۲ سپتامبر – سلما هایک، بازیگر و کارگردان آمریکایی
- ۲۵ سپتامبر – جیسون فلمینگ، بازیگر بریتانیایی
- ۱۴ اکتبر – ساوانا سامسون، بازیگر و بازیگر پورنوگرافی آمریکایی
- ۱۵ اکتبر – خورخه کامپوس، بازیکن فوتبال مکزیکی
- ۱۸ اکتبر – آنجلا ویسر، بازیگر هلندی
- ۱۹ اکتبر – جان فاورو، تهیه‌کننده، فیلمنامه‌نویس، بازیگر، صداپیشه، و کارگردان آمریکایی
- ۲۲ اکتبر – والریا گولینو، کارگردان، بازیگر، و مدل ایتالیایی
- ۱۵ نوامبر – ریچل ترو، بازیگر آمریکایی
- ۲۳ نوامبر – ونسان کسل، تهیه‌کننده، بازیگر، و کارگردان فرانسوی
- ۲۸ نوامبر – نارومی یاسودا، بازیگر ژاپنی
- ۴ دسامبر – فرد ارمیسن، بازیگر و فیلمنامه‌نویس آمریکایی
- ۸ دسامبر – شینید اوکانر، خواننده ایرلندی
- ۱۵ دسامبر – کاتیا فون گارنیه، کارگردان آلمانی
- ۱۶ دسامبر – دنیس ویسه، بازیکن فوتبال بریتانیایی
- ۲۰ دسامبر – اد دی گوی، بازیکن فوتبال هلندی
- ۲۱ دسامبر – کیفر ساترلند، تهیه‌کننده، صداپیشه، بازیگر، و کارگردان کانادایی

## درگذشت‌ها
- ۵ مارس - آنا آخماتووا شاعر و نویسنده روس.
- ۲ نوامبر - پیتر دبیه فیزیکدان آمریکایی هلندی‌تبار برنده جایزه نوبل فیزیک.
- ۱۵ دسامبر - والت دیزنی انیماتور آمریکایی.
- ۱ ژانویه – ونسان اوریول، سیاست‌مدار و وکیل فرانسوی (ز. ۱۸۸۴)
- ۲۰ فوریه – چستر نیمیتز، افسر آمریکایی (ز. ۱۸۸۵)
- ۲۶ فوریه – جینو سورینی، نقاش ایتالیایی (ز. ۱۸۸۳)
- ۲۱ آوریل – یوزف دیتریش، سرباز و سیاست‌مدار آلمانی (ز. ۱۸۹۲)
- ۱۸ ژوئیه – بابی فولر، خواننده آمریکایی (ز. ۱۹۴۲)
- ۲۵ ژوئیه – فرانک اوهارا، شاعر آمریکایی (ز. ۱۹۲۶)
- ۳۱ ژوئیه – باد پاول، پیانیست و موسیقی‌دان آمریکایی (ز. ۱۹۲۴)
- ۳ اوت – لنی بروس، کمدین آمریکایی (ز. ۱۹۲۵)
- ۹ نوامبر – جیسابورو اوزاوا، نظامی ژاپنی (ز. ۱۸۸۶)
- ۲۷ دسامبر – گیلرمو استبای، بازیکن فوتبال آرژانتینی (ز. ۱۹۰۵)